# Blachea
Blachea és un gènere de peixos marins pertanyent a la família dels còngrids i a l'ordre dels anguil·liformes.

## Etimologia
Blachea fa referència a J. Blanche per les seues contribucions al coneixement dels peixos anguil·liformes.

## Distribució geogràfica
Es troba a la conca Indo-Pacífica (Taiwan, el Japó, el nord-oest d'Austràlia, Fiji i Nova Caledònia).

## Cladograma
| Blachea (Karrer & Smith, 1980) | \| \| Blachea longicaudalis (Karmóvskaia, 2004)[4] \| \| \| \| \| \| Blachea xenobranchialis (Karrer & Smith, 1980)[12][13] \| \| \| \| |
|                                | \| \| Blachea longicaudalis (Karmóvskaia, 2004)[4] \| \| \| \| \| \| Blachea xenobranchialis (Karrer & Smith, 1980)[12][13] \| \| \| \| |
|                                | Acromycter |
|                                | |
|                                | Bassanago |
|                                | |
|                                | Bathycongrus |
|                                | |
|                                | Bathyuroconger |
|                                | |
|                                | Castleichthys |
|                                | |
|                                | Conger |
|                                | |
|                                | Congrhynchus |
|                                | |
|                                | Congriscus |
|                                | |
|                                | Congrosoma |
|                                | |
|                                | Diploconger |
|                                | |
|                                | Gnathophis |
|                                | |
|                                | Japonoconger |
|                                | |
|                                | Kenyaconger |
|                                | |
|                                | Lumiconger |
|                                | |
|                                | Macrocephenchelys |
|                                | |
|                                | Poeciloconger |
|                                | |
|                                | Promyllantor |
|                                | |
|                                | Pseudophichthys |
|                                | |
|                                | Rhynchoconger |
|                                | |
|                                | Scalanago |
|                                | |
|                                | Uroconger |
|                                | |
|                                | Xenomystax |
|                                | |
|                                | Blachea longicaudalis (Karmóvskaia, 2004)                                                                                               |
|                                | |
|                                | Blachea xenobranchialis (Karrer & Smith, 1980)                                                                                          |
|                                | |

|  | Blachea longicaudalis (Karmóvskaia, 2004)      |
|  |                                                |
|  | Blachea xenobranchialis (Karrer & Smith, 1980) |
|  |                                                |